# Luba Lukova
 Luba Lukova es una diseñadora gráfica americana, conocida por sus imágenes provocativas y pósteres con diseños reflexivos. Su trabajo ha ganado reconocimiento internacional, y es posible verlo en las colecciones permanentes del Museo de Arte Moderno, Nueva York, Museo de Arte del Denver, la Biblioteca del Congreso en Washington D. C., y Bibliothèque Nationale de Francia en París.

## Biografía
Lukova Nació en Plovdiv, Bulgaria, y estudió en la Academia Nacional de Bellas artes en Sofía. Se mudó a los Estados Unidos en 1991, después de viajar para participar en el Colorado International Invitational Exposición de Cartel; poco después, fue contratada por la Reseña de libros de New York Times y estableció su estudio en la ciudad de Nueva York. El trabajo de Lukova se exhibe alrededor del mundo y ha ganado varios premios, incluyendo:  Magnífico Prix Savignac en el Cartel Internacional Salon en París, ICOGRADA Premio de Excelencia, y Reisman Premio de Fundación. Tiene un honorary doctoral grado del Instituto de Arte de Boston.

## Trabajo
Lukova es conocida por emplear grandes contrastes, metáforas visuales, y  conceptos muy concretos que permite captar la idea tras la imagen al momento. Estilísticamente, su trabajo ha sido comparado con los expresionistas alemanes, Escher y también Picasso, y admite tomar inspiración de Goya, Rembrandt, Käthe Kollwitz, el arte folk y Chekov. Su arte incluye colores vívidos, figuras simplificadas y tipografía manual. Los temas a tratar son las injusticias sociales, censura, corrupción y problemas medioambientales. La sencillez de utilizar dos o tres colores como mucho consigue evocar un gran poder emotivo. El vocabulario de Lukova es el cuerpo humano, estirado, deformado, contorsionado bella y grotescamente. Estos temas son clave en su serie de pósteres Social Justice 2008.

## Exposiciones
- Luba Lukova: Diseñando Justicia, Libertad de Ferrocarril Subterránea Nacional Centro, Cincinnati, Ohio, 2021@–2022
- Luba Lukova: Diseñando Justicia, Museo judío Milwaukee, Wisconsin, 2020@–2021
- Luba Lukova: Diseñando Justicia, Museo de Diseñar Atlanta, Georgia, 2017
- Tripas gráficas: El Arte de Luba Lukova, Glassel Galería, Colorete de Batuta, Luisiana, 2015[5]
- Tripas gráficas, Centro de Artes del Costa de Oro, Cuello Grande, Nueva York, 2015[6]
- Tengo un Sueño, UAB Galería de Artes visuales, Birmingham, Alabama, 2012[7]
- Justicia social y Otros Trabajos, Fairbanks Galería, Portland, Oregón, 2009[8]
- Paraguas, Justicia Social & Más, La Galleria en LaMaMa, Nueva York, 2009[9]
- Paraguas, Justicia Social & Más: Dos Exposiciones por Luba Lukova, El Instituto de Arte de Boston, Massachusetts, 2008[10]
- La Mujer Imprimida, una instalación con impresiones por Luba Lukova, La Galleria en LaMaMa, Nueva York, 2001

1. ↑  «Modern Women  /  Women Artists in the Online Collection». www.moma.org. Consultado el 9 de abril de 2016.
2. ↑  Foster, John (2006). New Masters of Poster Design: Poster Design for the Next Century. United States of America: Rockport Publishers. pp. 116-123. ISBN 1-59253-222-5.
3. ↑  Gomez-Palacio; Vit, Bryony; Armin (2008). Women of design: influence and inspiration from the original trailblazers to the new groundbreakers. Cincinnati, Ohio: HOW Books. pp. 114–116. ISBN 1600610854.
4. ↑  Palacio, Bryony Gomez; Vit, Armin (1 de diciembre de 2011). «Luba Lukova». Graphic Design, Referenced: A Visual Guide to the Language, Applications, and History of Graphic Design (en inglés). Rockport Publishers. ISBN 9781592537426.
5. ↑  «Graphic Guts: The Art of Luba Lukova». COLLEGE OF ART & DESIGN (en inglés estadounidense). Consultado el 10 de abril de 2016.
6. ↑  «Gold Coast Arts Center   –  Luba Lukova: Graphic Guts». greatneckarts.org. Consultado el 10 de abril de 2016.
7. ↑  «Final Week: I Have a Dream, an exhibition by Luba Lukova : Graphic Art News». Graphic Art News (en inglés estadounidense). Consultado el 10 de abril de 2016.
8. ↑  «Internationally regarded poster artist comes to OSU». News and Publications, Oregon State University. Consultado el 10 de abril de 2016.
9. ↑  «Untitled». Print 63 (3): 16. June 2009.
10. ↑  Ruby, Kristin (Spring 2010). «An Interview with Luba Lukova». Design 35 (2): 16-21. ISSN 1549-9235.

## Lectura más profunda
- Brazell, Derek; Davies, Jo. Ilustración comprensiva. Londres, 2014. ISBN 978-140817-179-0
- Lukova, Luba. Justicia social 2008: 12 Carteles por Luba Lukova. Clay & Oro, 2008. ISBN 978-0978837204
- Quinn, Therese; Ploof, John; Hochtritt, Lisa. Arte y Educación de Justicia Social: Cultura como Commons. Routledge, Nueva York, 2012. ISBN 978-041587-907-1.
- Roberts, Lucienne. Bueno: una Introducción a Ethics en Diseño Gráfico. AVA Academia, Worthing, Lausanne, 2006. ISBN 978-294037-314-7.